# Selenone

Strukturformel der Selenone mit der blau markierten funktionellen Gruppe.

Selenone sind der organischen Chemie eine Gruppe von Stoffen, die das Element Selen in einer SeO2-Gruppe  enthalten. Die Selenone sind Selenaloga der Sulfone. Letztere enthalten statt eines Selenatoms ein Schwefelatom.

## Synthese
Die Oxidation organischer Selenide R1-Se-R2 (R1, R2 = Organylreste, wie z. B. Alkyl- oder Arylreste) mit starken Oxidationsmitteln  (HOF·Acetonitril) und wässriger Aufarbeitung führt zu Selenonen.